# Criso
Criso (em latim: Crixus; em grego: Κρίξος (Krixos); ? — ca. 72 a.C.) foi um gladiador e líder militar, de origem gaulesa (atual França), da escola de gladiadores de Lêntulo Batiato, em Cápua. O seu nome significa "o encaracolado" ou "o cacheado" em gaulês. 
Junto com o trácio Espártaco e o seu colega gaulês Enomau, Criso tornou-se um dos líderes dos escravos rebeldes durante a Terceira Guerra Servil, entre a República Romana e os escravos rebeldes (73 a.C.-71 a.C.).

## Biografia
Criso era originalmente da Gália, onde, enquanto lutava junto aos Alóbroges contra os romanos, foi capturado e posteriormente escravizado por vários anos.
Em 73 d.C., Criso fez parte do que começou por ser uma pequena revolta de escravos na escola de treino de gladiadores de Lêntulo Batiato, em Cápua, da qual cerca de 70 gladiadores escaparam. Os escravos fugitivos derrotaram uma pequena força enviada para recapturá-los e acamparam nas encostas do Monte Vesúvio. A notícia da revolta dos gladiadores fugitivos espalhou-se e outros escravos fugitivos começaram a juntar-se à revolta. Nessa época, o bando de ex-escravos escolheu Criso - com o trácio Espártaco e o gaulês Enomau - como um dos seus líderes. Mais tarde na rebelião, outro gaulês, Casto, e o ex-gladiador celta Gânico também serviram como generais sob o comando de Spartacus.
Este movimento, no curso do que viria a ser conhecido como a Terceira Guerra Servil, testemunhou inúmeros sucessos militares para os escravos fugitivos. De forma a derrotar as forças da milícia que o Senado romano enviou para reprimir a insurreição, os escravos desceram pelos penhascos do Monte Vesúvio e atacaram o acampamento romano por trás com sucesso. Com estas primeiras vitórias, milhares de companheiros escravos aglomeraram-se às suas fileiras, até que o seu número aumentou para possivelmente até 150 000.
Por razões que não são claras, Criso e cerca de 30.000 seguidores parecem ter-se separado de Espártaco e do corpo principal de escravos fugitivos no final de 73 a.C. Os historiadores contemporâneos teorizaram duas razões possíveis para a divisão. Uma teoria propõe que Criso e os seus seguidores pretendiam saquear o campo romano e, talvez, marchar sobre Roma, enquanto Espártaco e os seus seguidores cruzariam os Alpes para alcançar a Gália e a liberdade. Uma segunda teoria é que a divisão tinha um valor estratégico e foi planeada conjuntamente por Espártaco e Criso como uma forma de promover os seus objetivos estratégicos. Esta manobra permitiria a Espártaco escapar para o extremo norte com o corpo principal do exército. No entanto, quando os exércitos romanos começaram a voltar para casa das campanhas ultramarinas a oeste e a este, poderia também representar uma posição perigosa para Espártaco. Se a manobra funcionasse, Criso reunir-se-ia com Espártaco por outra rota. Contudo, não há dados reais que mostrem que foi esse o caso. Ainda assim, as ações de Espártaco levantam ainda mais questões sobre as suas intenções. Ambos os relatos de Apiano e Plutarco afirmam que depois de Espártaco ter derrotado Lêntulo, acabou por voltar e atacar um exército atrás do mesmo. Num dos relatos, o exército seria o de Gélio, no outro, seria uma força romana não identificada. A questão que se levanta desta ação seria "Se Espártaco queria escapar de Itália para o norte, que razão teria para voltar atrás para um derramamento de sangue desnecessário?" Este fato parece inclinar a história a favor da segunda teoria.
Independentemente do motivo da divisão, o contingente de Criso encontrou um exército romano sob o comando do cônsul romano Lucius Gellius Publicola perto do Monte Gargano, na região da Apúlia, na primavera de 72 a.C. Na Batalha de Monte Gargano, ambas as legiões consulares sob o comando de Publicola posicionaram-se defensivamente ao longo do topo de uma colina, enquanto os escravos liderados por Criso fizeram três ataques falhados numa encosta íngreme.. Criso usou a sua infantaria alemã para enfraquecer os romanos antes de enviar os seus gladiadores celtas. No entanto, os seus guerreiros germanicos acabaram derrotados, forçando Criso a lutar defensivamente. O exército de 20.000 homens foi totalmente aniquilado e Criso, que dizem ter lutado bravamente num esforço perdido, foi morto no conflito.
Espártaco, ao saber da derrota de Criso e das suas forças, oraganizou jogos de gladiadores, nos quais forçou soldados romanos capturados a lutar até a morte. Cerca 300 a 400 romanos foram sacrificados em honra de Criso.

## Na cultura popular

### Ficção
- Criso foi retratado por John Ireland no filme de 1960 Spartacus.
- Criso aparece como um personagem na versão musical de Spartacus de Jeff Wayne, interpretada pelo ex-vocalista dos Marillion, Fish.
- Criso é retratado por Paul Kynman no filme de TV de 2004, Spartacus.
- Criso foi interpretado por Manu Bennett na série de televisão, da Starz, Spartacus: Blood and Sand,[9] a prequela Spartacus: Gods of the Arena e as sequências Spartacus: Vengeance e Spartacus: War of the Damned. Contrastando com o filme de 1960, no qual Criso e Espártaco rapidamente se tornam amigos íntimos, a série da Starz inicialmente retrata-os como intensos rivais com quase ódio um do outro. Apenas após a rebelião é que os dois se tornam amigos respeitados.
- No sistema de jogo de guerra em miniatura expansível Heroscape, Criso aparece como um herói gladiador único, tendo sido resgatado pelo Archkyrie Einar antes da sua morte.

### Literatura
- 1873: Benoît Malon, Spartacus or the slave war, 1873, inspirado no paralelo entre a revolta dos escravos e a Comuna de Paris.
- 1939: Spartacus (Os Gladiadores), Arthur Koestler.
- 1951: Spartacus, romance de Howard Fast no qual se baseia o filme de Stanley Kubrick.
- 1988: Spartacus et la révolte des gladiateurs, Joël Schmidt, Mercure de France.
- 2005: Os romanos, volume 1 Spartacus, la révolte des esclaves, romance de Max Gallo, ed. Fayard.